# Gabriel Medina
Gabriel Medina Pinto Ferreira (* 22. Dezember 1993 in São Sebastião) ist ein brasilianischer Surfer und Gewinner der World Surf League in den Jahren 2014, 2018 und 2021.

## Leben
Medina begann zu surfen, als er neun Jahre alt war. Im Alter von elf Jahren gewann er seine erste nationale Meisterschaft, die Rip Curl Grom Search in der Kategorie U-12, die in Búzios, Rio de Janeiro, stattfand. Ab diesem Moment gewann er brasilianische Amateurmeisterschaften und wurde Meister bei der Volcom U-14, Quiksilver King of Groms, Rip Curl Grom Search und war dreimaliger Paulista-Meister. In Kalifornien (USA) wurde er Vizemeister bei der Volcom International U-14 und in Ecuador Vizemeister bei der Amateur U-16-Weltmeisterschaft.
Im Jahr 2012 war er der zweite Surfer der Welt, der eines der schwierigsten Manöver in diesem Sport durchführte: den Backflip, ein Rückwärtssalto. Im Jahr 2014 gewann er die Weltmeisterschaft auf Hawaii, da seine direkten Konkurrenten vor dem Erreichen des Viertelfinales disqualifiziert wurden. Weitere Weltmeistertitel folgten 2018 und 2021.
Bei der erstmaligen Austragung eines Surfwettbewerbs im Rahmen der 2021 ausgetragenen Olympischen Spiele 2020 in Tokio war Medina einer von zwei brasilianischen Startern im Teilnehmerfeld. Er erreichte das Halbfinale, verpasste dann aber aufgrund zweier aufeinanderfolgenden Niederlagen als Vierter knapp einen Medaillengewinn. Bei den Olympischen Spielen 2024 gewann er die Bronzemedaille.